# Световой короб

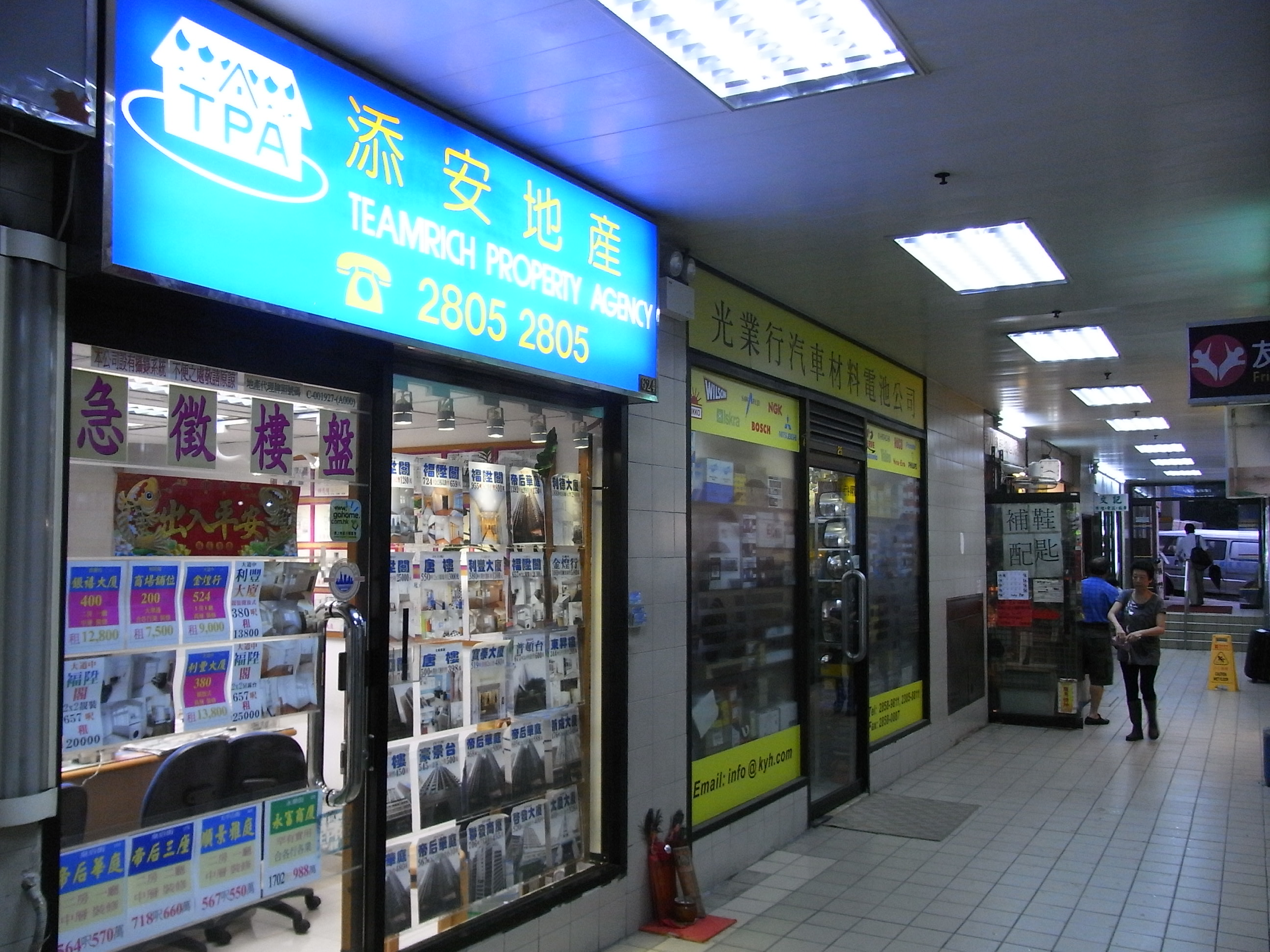
Рекламный световой короб (Гонконг, 2012)

Световой короб (лайтбокс, англ. lightboxes) — неизображающий оптический прибор, который представляет собой объемную конструкцию с лицевой поверхностью из транслюцентного (полупрозрачного) материала, с боковинами и тыльной (задней) поверхностью из металла или пластика ПВХ (поливинилхлорида). Внутри светового короба установлен источник света, который освещает лицевую поверхность. Световые короба широко применяются как в наружной рекламе, так и в интерьерной. Этот вид вывески прекрасно заметен как днём, так и ночью, благодаря внутренней подсветке.

## Боковые поверхности
Боковые поверхности светового короба изготавливают из следующих материалов:
- Профиль из оцинкованной стали (данный вид боковины оклеивают виниловой плёнкой);
- Пластиковый профиль от 90 до 180 мм.
- Алюминиевый профиль от 90 до 180 мм.

В некоторых случаях боковины светового короба подвергаются фрезерованию, а с внутренней стороны конструкции подкладывается транслюцентный материал, благодаря чему достигается эффект свечения боковых сторон.

## Тыльная (задняя) поверхность
Для тыльных сторон лайтбокса обычно используют:
- Оцинкованную сталь;
- Пластиковый лист (4 мм.);
- Алюминиевый композитный материал.

Тыльная сторона в большинстве случаев остается незаметной для глаз (если это не панель-кронштейн).

## Лицевая поверхность
Лицевая поверхность светового короба может быть изготовлена из следующих материалов, пропускающих свет:
- Транслюцентная баннерная ткань;
- Сотовый поликарбонат;
- Полистирол;
- Акриловое стекло (наиболее часто используется так называемый "молочный акрил");
- Сатин.

Лицевая сторона короба является световым рекламным полем, на которое наносится изображение, поэтому она должна хорошо рассеивать свет. Выбор материала для лицевой поверхности зависит от месторасположения лайтбокса и его рекламных функций.